# Huningue

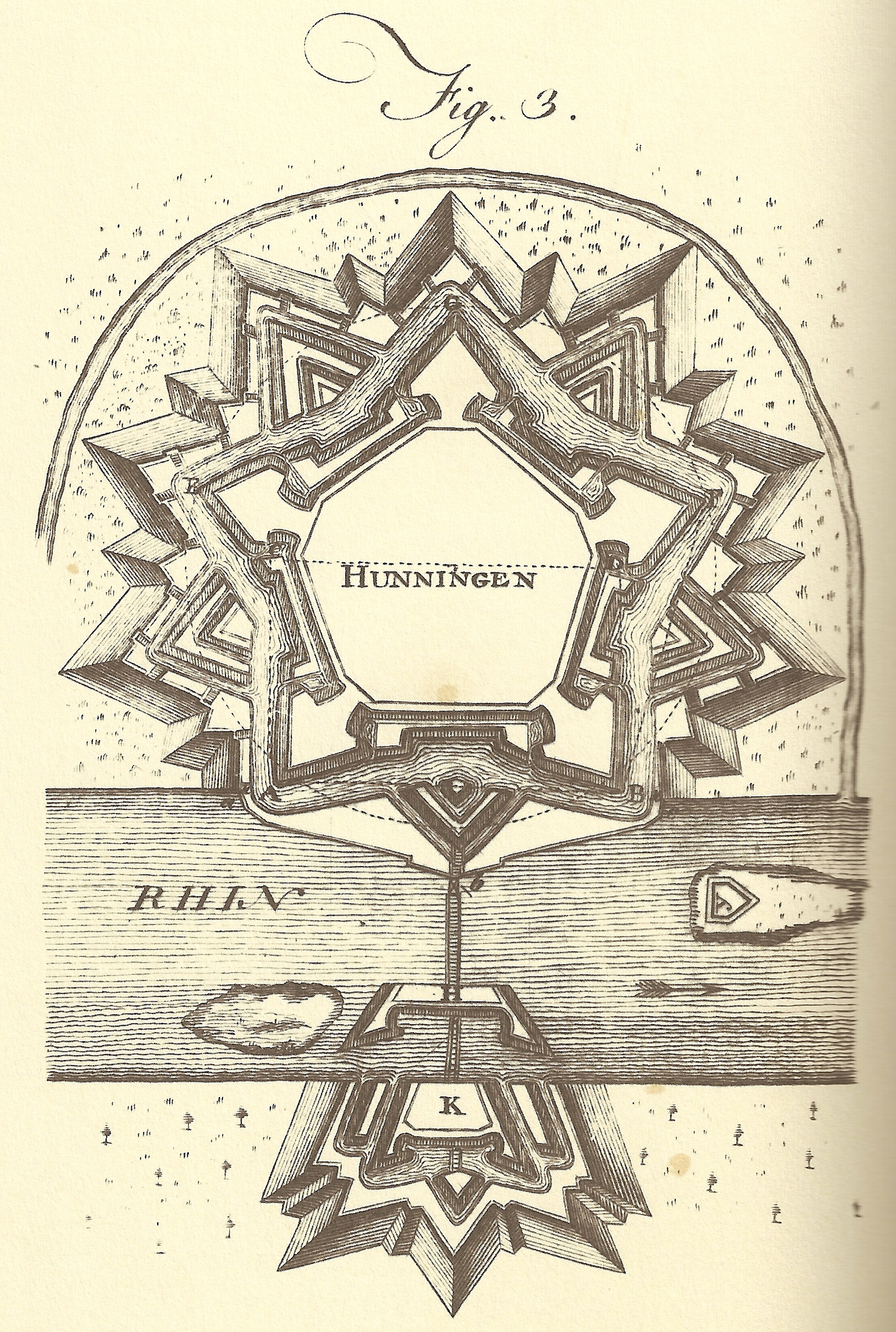
Huningue - pierwotny plan fortyfikacji Sebastiana Vaubana z 2. poł. XVII w.

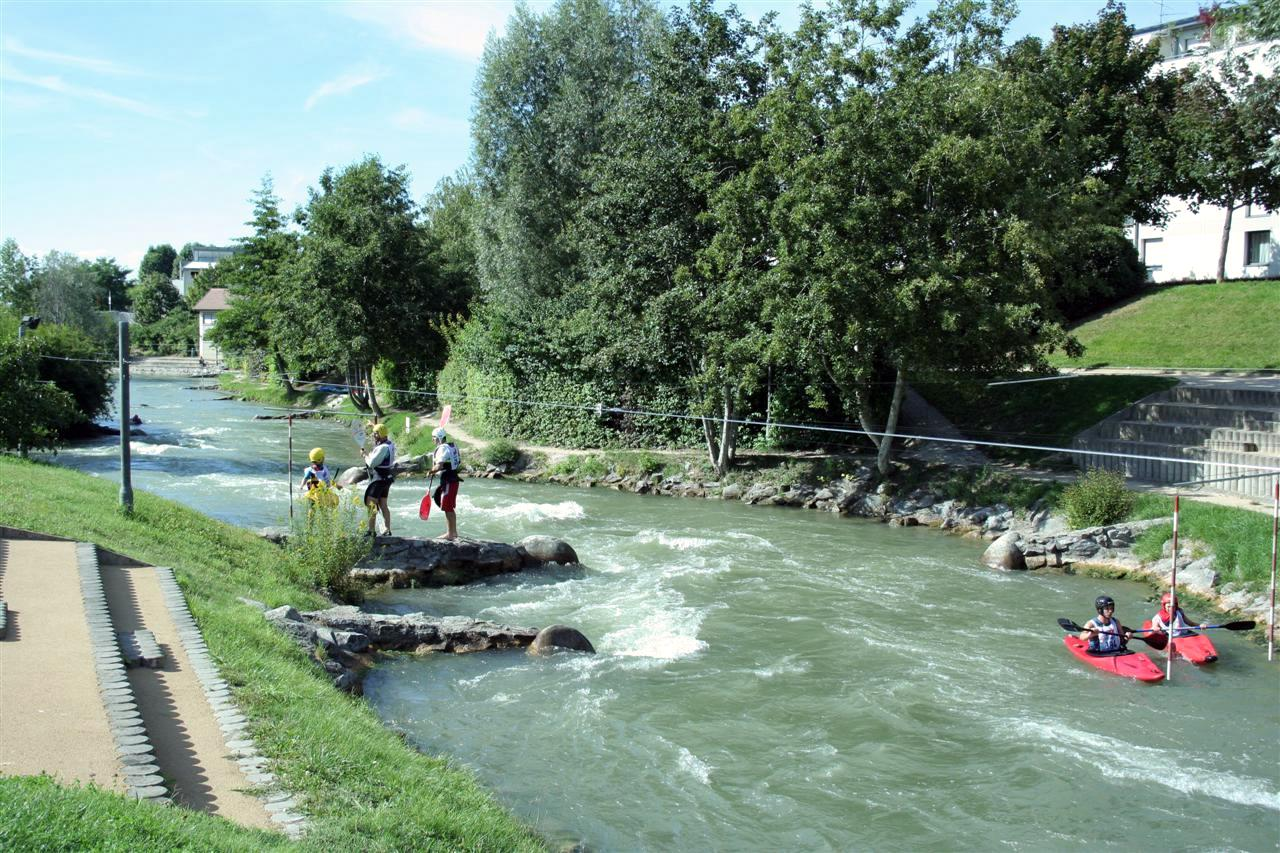
Park w Huningue

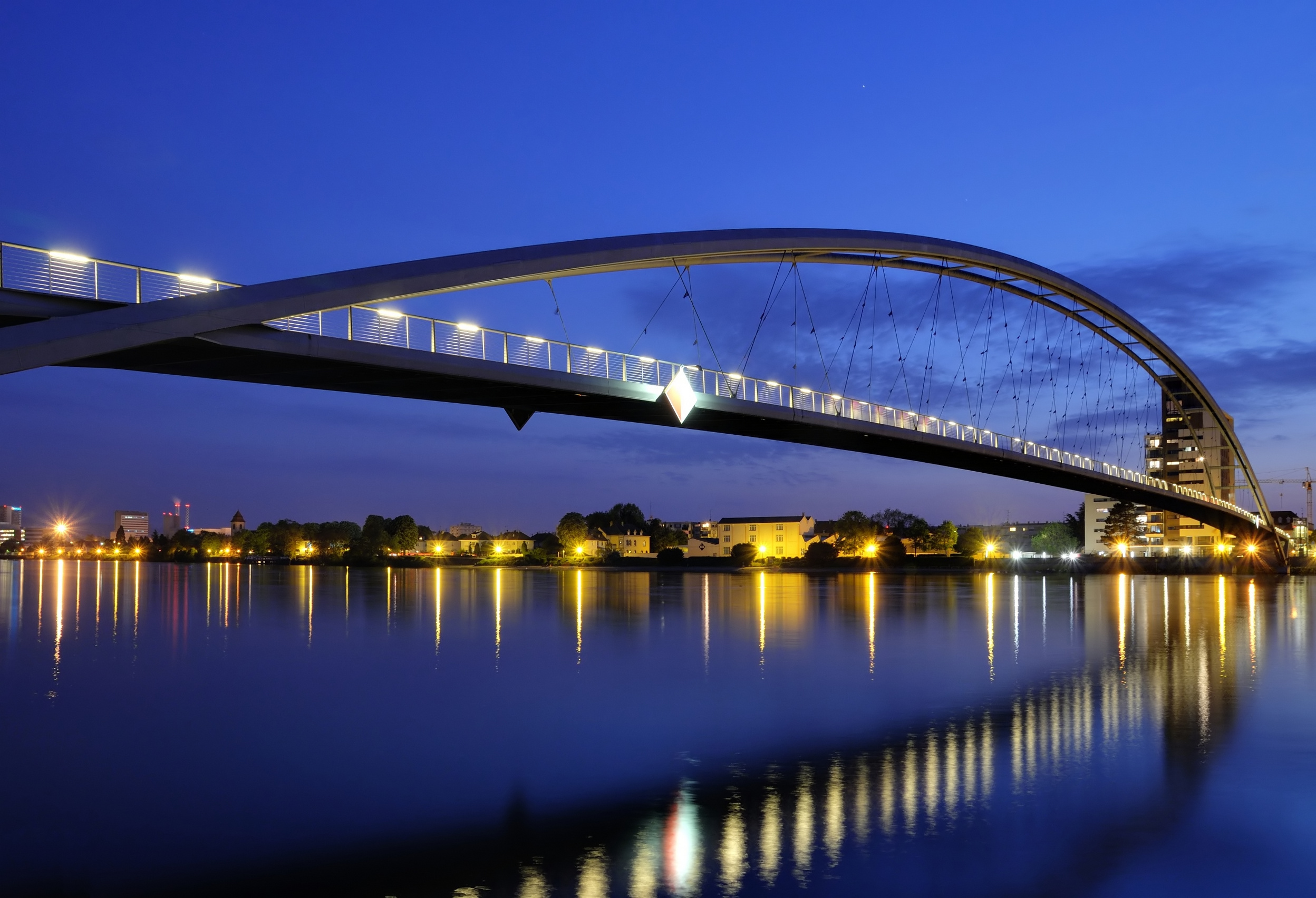
Huningue - Most Trzech Krajów

Huningue – miejscowość i gmina we Francji, w regionie Grand Est, w departamencie Górny Ren. Miejscowość, położona nad Renem, od południa w bezpośrednim sąsiedztwie Bazylei, znana przede wszystkim z niewielkiej nadreńskiej twierdzy, znacząco unowocześnionej w l. 1679–1681 przez Vaubana.
W dniach 26 czerwca - 26 sierpnia 1815 twierdza, pod komendą gen. Barbanegre z załogą zaledwie 2343 żołnierzy, wsławiła się niezwykle bohaterską obroną przed 17-tys. austriackim korpusem arcyksięcia Johanna.
- Według danych na rok 1990 gminę zamieszkiwały 6252 osoby, 2186 os./km².